# Абары
Абары (阿拔國) — не следует путать с аварами. Абары — реликт древнего этноса, слава которого гремела до VI века. По мнению Гумилёва Л. Н. можно предположить, что именно абары разгромили угорские и самодийские племена Западной Сибири («тролли» — образ предков лопарей), вынудив тех спасаться на север, по льду Оби, Волги и Енисея.
Согласно Бичурину Н. Я., абары не относились ни к хуннской, ни к телесской, ни к тюркской группе, а составляли «Особливое поколение».
Абары также упоминаются в VII веке, после чего были покорены тюрками Ашина.

## Страницы истории
Генерал армии сяньби Таншихай отправил в Джунгарию армию, состоявшую из мукринов, приамурского племени тунгусской группы. Эта армия дошла по северным склонам Тяньшаня до Тарбагатая и была там остановлена племенем абаров, которые считались самыми воинственными в степной Азии.